# Lucia Töröková
Lucia Töröková (ur. 10 maja 1984) – słowacka siatkarka, reprezentantka kraju. Trener reprezentacji Słowacji kobiet, Miroslav Cada powołał ją na kwalifikacje do Mistrzostw Świata 2009. Obecnie występuje w drużynie JT Sokol Frydek Mistek.

## Kariera
- JT Sokol Frydek Mistek (2010–2011)
- VK Modřanská Prostějov (2009–2010)
- BSE Budapeszt (2008–2009)
- BTV Luzern (2007–2008)
- Stal Mielec (2005–2006)
- Slávia UK Bratislava (2000–2005)